# Малый перепелятник
Малый перепелятник (вариант: японский перепелятник) (лат. Tachyspiza gularis) — вид хищных перелётных птиц из семейства ястребиных (Accipitridae).

## Подвиды
Вид разделяют на три подвида:
- Tachyspiza gularis gularis — Дальний Восток России, север Китая, Сахалин, южные Курильские острова и Япония; зимует в юго-восточной части Китая, на Филиппинах, Больших Зондских островах, на севере острова Сулавеси и на Тиморе[7].
- Tachyspiza gularis iwasakii — на островах Рюкю (Ириомоте, Исигаки)[7].
- Tachyspiza gularis sibirica — от Монголии на восток в восточную часть Китая и в Тайвань; зимует на территории от Андаманских островов и Никобарских островов на восток на юг Китая и Больших Зондских островов[7].

## Распространение
Гнездится в Китае, Японии, Корее и на юго-востоке Сибири и Дальнем Востоке. Зимует в Индонезии и на Филиппинах, мигрируют через остальную часть Юго-Восточной Азии. Это птица открытых ландшафтов и лесистой местности.

## Описание
Общий размер от 23—30 см, самки крупнее, чем самцы. Для самцов характерны испещрённые тёмными пестринами подкрылья и слабее испещрённая поперечными полосами нижняя часть тела, темно-серая спина и красная радужина глаз. У самок глаза желтые и нижняя часть тела испещрённая тёмными поперечными полосами. У неполовозрелых особей (subadultus) коричневая спина и полосатая грудь.
Малый перпелятник охотится на мелких воробьиных птиц, которых ловит в полёте. Иногда отмечалось питание летучими мышами.